# Stouby
 For alternative betydninger, se Stouby (flertydig). (Se også artikler, som begynder med Stouby)
Stouby er en lille by i Østjylland med 861 indbyggere  (2024).
Stouby er beliggende i Stouby Sogn 11 kilometer sydøst for Hedensted, 19 kilometer syd for Horsens og 19 kilometer øst for Vejle.
Byen tilhører Hedensted Kommune og er beliggende i Region Midtjylland.
Stouby Kirke og Stouby Skole ligger i byen.
Blandt de personer, der stammer fra Stouby, er den tidligere fodboldspiller Michael Madsen.